# Courier de l'Europe
O Courier de l'Europe, frequentemente citado na literatura lusófona como o Correio da Europa, foi um periódico editado entre 1776 e 1792 na França e no Reino Unido, em boa parte centrado na notícia e no comentário dos acontecimentos que precederam e resultaram da Revolução Francesa. A sua leitura teve grande impacte entre as elites portuguesa e brasileira, servindo de importante veículo de expansão dos ideais liberais e de abertura de uma sociedade tradicionalmente fechada sobre si aos acontecimentos políticos europeus, com destaque para a França e Reino Unido.